# Gregorio Chil y Naranjo
Gregorio Chil y Naranjo (ur. 13 marca 1831 w Telde, zm. 4 lipca 1901 w Las Palmas de Gran Canaria) – kanaryjski antropolog i historyk.
Po ukończeniu 1848 seminarium prowadzonego przez księży dzięki pomocy finansowej wuja, który był kapłanem wyjechał na studia medyczne do Paryża. W 1857 ukończył naukę zdobywając tytuł lekarza chirurga, a następnie powrócił na Gran Canarię i zamieszkał w Las Palmas de Gran Canaria i rozpoczął praktykę lekarską. Duża część życia poświęcił promowaniu nauk biologicznych i antropologii biologicznej. W 1879 razem z innymi intelektualistami zamieszkującymi wyspę założył Towarzystwo Naukowe Muzeum Gran Canarii i kierował nim aż do śmierci. Założone przez Towarzystwo muzeum posiadało już w chwili powstania duże zbiory historyczne sztuki tworzonej przez rdzennych mieszkańców, a także dokumenty dotyczące historii Wysp Kanaryjskich i plemion je zamieszkujących. Najważniejszą pracą naukową Greogorio Chil y Naranjo są nieukończone "Studia historyczne, klimatyczne i patologiczne Wysp Kanaryjskich" ("Estudios históricos, climatológicos y patológicos de las Islas Canarias"), których pierwsze trzy tomy zostały opublikowane pomiędzy 1876 a 1891. Pierwszy tom wywołał ostry spór pomiędzy autorem a zwolennikami i krytykami teorii ewolucji. 
Był członkiem wielu stowarzyszeń naukowych m.in.:
- Real Sociedad Económica de Amigos del País de las Palmas (od 1861),
- Société Imperiale de Zoologique et Aclimatation de París (od 1864),
- Société d’Anthropologie de París, de la Sociétéd’Etnographie (od 1875)
- Société de Géographie (od 1875),
- Sociedad Española de Historia Natural (od 1886).